# Santo Expedito (São Paulo)
Santo Expedito é um município brasileiro do estado de São Paulo. Sua população estimada pelo IBGE em 2024 era de 3.063 habitantes.

## Toponímia
Supõe-se que o nome Santo Expedito seja devido ao grande número de nordestinos que afluíram à região, uma vez ser esse Santo muito venerado no Nordeste Brasileiro.

## História
A história de Santo Expedito remonta de 1943, quando chegaram à região, de certa maneira ainda hostil, Joaquim José Passos e Arthur Bispo de Oliveira, trazendo com eles várias famílias, que, em busca de novas perspectivas de trabalhos e de melhores condições econômicas, foram de fato os pioneiros, os desbravadores da região, onde hoje se ergue a cidade de Santo Expedito. 
Em 26 de abril de 1948, foi fundado o povoado de Santo Expedito, pela Companhia Colonizadora denominada “ Ciampolino & Braga “, sob a responsabilidade de Carlos Pavanhos Braga. 

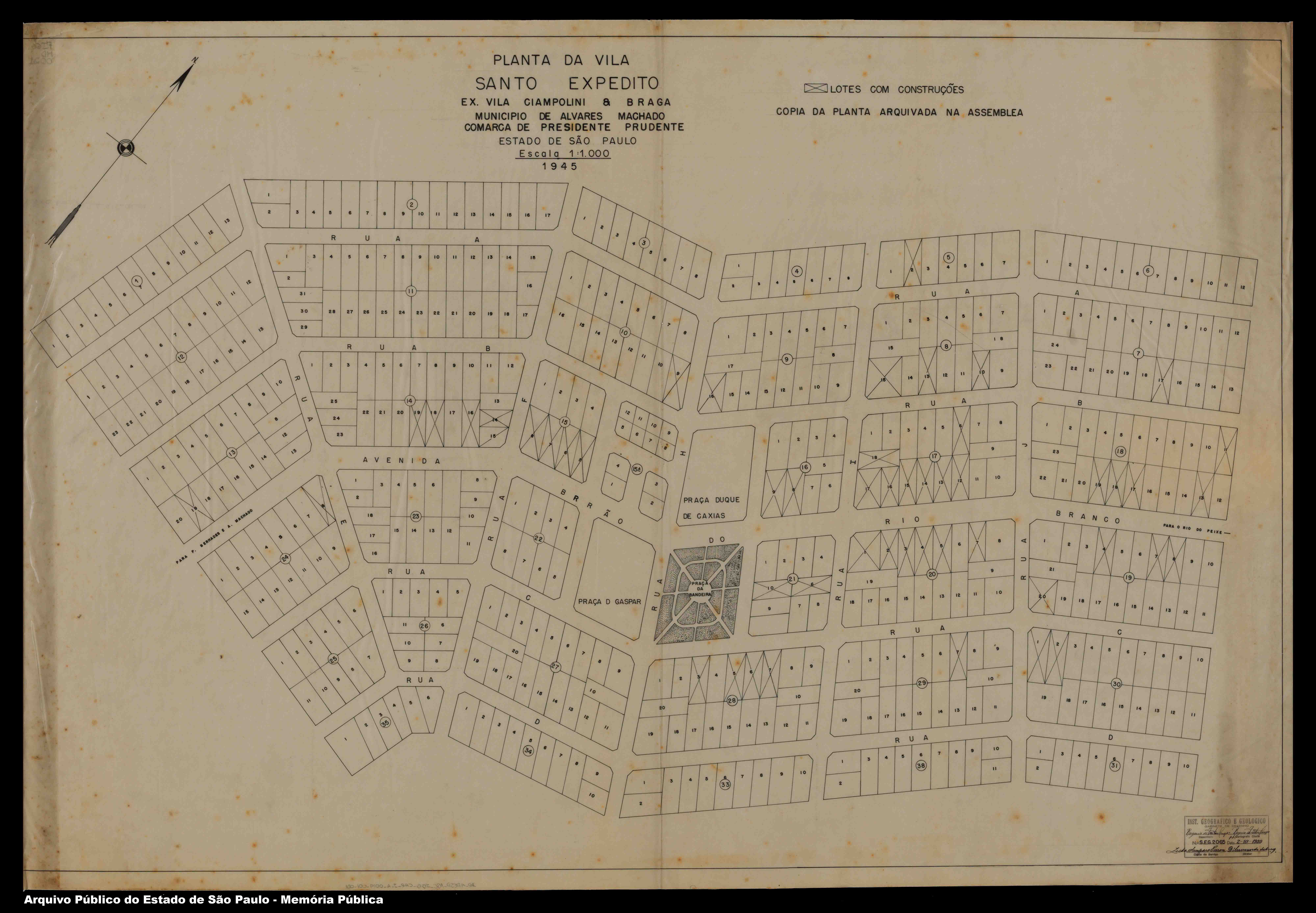
Planta da cidade (1945).

Neste mesmo ano pelo Decreto n.º 233, de 24 de dezembro, foi criado o Município de Alfredo Marcondes, passando a povoação de Santo Expedito à categoria de Distrito do referido Município. Em 1958, ocorreu a emancipação política de Santo Expedito. 

## Geografia
Localiza-se a uma latitude 21º51'02" sul e a uma longitude 51º23'32" oeste, estando a uma altitude de 416 metros. Possui uma área de 94,227 km².

### Hidrografia
- Rio do Peixe

### Rodovias
- SP-501

## Demografia

### População
| Crescimento populacional                             | Crescimento populacional | Crescimento populacional | Crescimento populacional |
| Ano                                                  | População Total          |                          | %±                       |
| ---------------------------------------------------- | ------------------------ | ------------------------ | ------------------------ |
| 1960                                                 | 5 393                    |                          | —                        |
| 1970                                                 | 4 148                    |                          | −23,1%                   |
| 1980                                                 | 2 263                    |                          | −45,4%                   |
| 1991                                                 | 2 222                    |                          | −1,8%                    |
| 2000                                                 | 2 526                    |                          | 13,7%                    |
| 2010                                                 | 2 803                    |                          | 11,0%                    |
| 2022                                                 | 3 000                    |                          | 7,0%                     |
| Est. 2024                                            | 3 063                    | [ 5 ]                    | 2,1%                     |
| Fontes: Censos Demográficos IBGE e Estimativas SEADE |                          |                          |                          |

## Política e administração
Poder Executivo
- Prefeito: Anderson José Betio (PSDB)
- Vice-prefeito: Reginaldo Trives (PSDB)

Poder Legislativo
- Vereadores:

- Renato Trives (PSDB)

- Elvis Japa (MDB)

- Jaqueline Ribas (MDB)

- Marcelo Belloto (PSDB)

- Claudio Diploma (PSDB)

- Getúlio Hosikava (PSDB)

- Lucas Rezende (MDB)

- Mengão (MDB)

- Mayara da Nina (PV)

## Infraestrutura

### Comunicações
O sistema de telefones automáticos foi inaugurado na cidade em 1976 pela Telecomunicações de São Paulo (TELESP), que também implantou o sistema de discagem direta à distância (DDD) em 1988 com o código de área (0182).
Na década de 90 o código DDD da cidade foi alterado para (018), para padronização do sistema telefônico com a telefonia celular que estava sendo implantada em todo o estado.
Acessa São Paulo
Um dos serviços prestados à população da cidade é o de inclusão digital promovido pelo Programa Acessa São Paulo. O posto do programa oferece acesso gratuito à internet e conta com cinco computadores destinados aos usuários.

## Cultura e lazer

### Esportes
Futebol
Santo Expedito agora é representado pelo Clube Atlético Expeditense, criado em 20 de março de 1981. Já contou também com o Clube Atlético Cantareira, hoje extinto, fundado em 10 de maio de 1986.

## Religião
O Cristianismo se faz presente na cidade da seguinte forma:

### Igreja Católica
- A igreja faz parte da Diocese de Presidente Prudente.[14]

### Igrejas Evangélicas
Entre as igrejas protestantes históricas, pentecostais e neopentecostais, encontram-se na cidade:
- Assembleia de Deus Ministério do Belém.[17][18]
- Congregação Cristã no Brasil.[19]